# GypsyCrusader
Paul Nicholas Miller (Nueva York, 11 de agosto de 1988), más bien conocido por su alias digital GypsyCrusader, es conocido por sus transmisiones en vivo, en las cuales se presenta disfrazado de una variedad de personajes diferentes, cómo Joker, Riddler y Mario (entre otros) mientras impulsa sus creencias políticas hacia usuarios de sitios cómo Omegle. También es conocido por su defensa de la supremacía blanca, comentarios racistas, sexistas y uso de símbología nacional-socialista durante sus directos. Ha estado vinculado a múltiples organizaciones y movimientos de extrema derecha como el movimiento Proud Boys.
Aparte de la política, es un exluchador y entrenador de Muay Thai.

## Primeros años
Paul Miller nació en Nueva York el 11 de agosto de 1988 a Bob Miller (de ascendencia gitana) y Diana Miller, una inmigrante mexicana. Su madre fue propietaria de varias tiendas en el área de Nuevo Brunswick.

## Carrera de lucha
Miller comenzó a entrenar en Muay Thai en 2008, a la edad de 20 años. Entrenó con las 9 Armas Muay Thai y más tarde con The Institute. Se convirtió en el campeón regional de peso semipesado y en el campeón nacional de Estados Unidos en la Asociación Mundial de Kickboxing. Su carrera se truncó después de que se vio involucrado en un accidente automovilístico que lo dejó incapacitado para participar en peleas profesionales. Luego se convirtió en un entrenador en The Institute.

## Ideología y actividad online
Miller es un autoidentificado "conservador radical" y es conocido por sus opiniones de ultraderecha. A menudo expresa su odio hacia las minorías raciales y se opone firmemente a la inmigración. También advoca una "guerra racial" y es un teórico de conspiración quien apoya el "Día de la soga", un eslogan supremacista blanco cual hace referencia al libro de William Luther Pierce Los diarios de Turner. En la novela, supremacistas blancos se apoderan de California y se involucran en linchamientos masivos de cualquier persona percibida como un "traidor racial". Estos incluyen periodistas, políticos y personas blanca casadas con personas no blancas. El día en que se cometen estos asesinatos en la novela se conoce como el "Día de la soga". Muchos supremacistas blancos y neonazis, incluido Miller, creen que el "Día de la soga" algún día se hará realidad.